# Бичине
Бичине (хорв. Bićine) — населений пункт у Хорватії, у Шибеницько-Книнській жупанії у складі міста Скрадин.

## Населення
Населення за даними перепису 2011 року становило 174 осіб.
Динаміка чисельності населення поселення:

## Клімат
Середня річна температура становить 14,96 °C, середня максимальна – 28,28 °C, а середня мінімальна – 1,65 °C. Середня річна кількість опадів – 740 мм.
| Клімат поселення                              | Клімат поселення | Клімат поселення | Клімат поселення | Клімат поселення | Клімат поселення | Клімат поселення | Клімат поселення | Клімат поселення | Клімат поселення | Клімат поселення | Клімат поселення | Клімат поселення | Клімат поселення |
| Показник                                      | Січ.             | Лют.             | Бер.             | Квіт.            | Трав.            | Черв.            | Лип.             | Серп.            | Вер.             | Жовт.            | Лист.            | Груд.            |                  |
| Середній максимум, °C                         | 10,63            | 11,54            | 14,20            | 17,56            | 22,44            | 26,21            | 28,28            | 27,86            | 23,70            | 19,50            | 14,08            | 10,70            |                  |
| Середня температура, °C                       | 6,15             | 7,05             | 9,72             | 13,08            | 17,94            | 21,71            | 24,92            | 24,50            | 20,33            | 16,12            | 10,70            | 7,34             |                  |
| Середній мінімум, °C                          | 1,65             | 2,57             | 5,22             | 8,58             | 13,44            | 17,22            | 21,52            | 21,11            | 16,95            | 12,74            | 7,32             | 3,94             |                  |
| Норма опадів, мм                              | 67               | 58               | 64               | 68               | 51               | 50               | 27               | 42               | 72               | 77               | 89               | 75               |                  |
| Середньомісячна швидкість вітру, м/с          | 2.44             | 2.62             | 2.82             | 2.72             | 2.38             | 2.17             | 2.22             | 2.04             | 2.22             | 2.26             | 2.75             | 2.66             |                  |
| Середньомісячна сонячна радіація, кДж/м²·день | 5287             | 8029             | 11738            | 16489            | 20638            | 23129            | 24911            | 21575            | 16106            | 10370            | 5764             | 4499             |                  |
| --------------------------------------------- | ---------------- | ---------------- | ---------------- | ---------------- | ---------------- | ---------------- | ---------------- | ---------------- | ---------------- | ---------------- | ---------------- | ---------------- | ---------------- |
| Джерело:                                      |                  |                  |                  |                  |                  |                  |                  |                  |                  |                  |                  |                  |                  |